# المجلس العالمي للعلوم الرياضية
المجلس العالمي للعلوم الرياضية في السويد (بالإنجليزية: Global Council of Sport Science (GCSS))‏ مؤسسة رياضية تثقيفية تأسست في السويد في العام 2014 من قبل بعض الخبراء الدوليين والاساتذة الأكاديميين والمدربين وبمختلف التخصصات الرياضية وعلى اعلى المستويات.

## المجلة العلمية
المجلة السويدية للبحوث العلمية (بالإنجليزية: The Swedish Journal of Scientific Research (SJSR))‏ تصدر عن المجلس العالمي للعلوم الرياضية GCSS. وهي إحدى المجلات العلمية الدولية ولها الرقم المعياري الدولي ISSN: 2001-9211 ولها معامل تأثير يبين قيمتها العلمية في الوسط البحثي والأكاديمي، ومؤرشفة في العديد من مواقع الارشفة العالمية. تصدر المجلة بشكل دوري لمرة واحدة شهريا في الأول من كل شهر، باللغة الإنجليزية، وتعتمد في تحكيم وتقييم الابحاث والمقالات العلمية على التقييم المزدوج الثنائي لاثنين من هيئة المراجعة والتحرير المشهود لهما بالعلمية والمهنية العالية ودون معرفة معلومات الباحث صاحب المقالة كي يُضمن الموضوعية في التحكيم والتقييم.